# Диомед
Вижте пояснителната страница за други значения на Диомед.
Диомед (на старогръцки: Διομήδης, Diomedes) е името на двама мъже от древногръцката митология:
- Диомед – цар на Аргос – един от най-прочутите герои в Троянската война. Бил един от епигоните. Син на Тидей. Участвал е и в похода срещу Тива.[1]
- Диомед – цар на бистоните, цар на Тракия, син на Арес и нимфата Кирена, свързан е с осмия подвиг на Херкулес.[2] Диомед имал изключително красиви и силни коне. Никой не можел да се справи с тях. Цар Диомед ги хранил с човешко месо – техни ястия ставали всички чужденци, които спирали с кораба си в неговия град. Херкулес откраднал конете и ги завел на кораба си, но войнствените бистони бързо го настигнали. Започнала се битка и Диомед бил победен. Херкулес видял, че конете са разкъсали Абдер – момчето, на което ги бил поверил по време на боя, и уредил великолепно погребение. Край гроба положил основите на град, който нарекъл Абдера в чест на починалия. Завел конете при Евристей, но той ги пуснал на свобода. Те избягали в планините Лике(й)он, където били разкъсани от диви зверове.